# Кирманович Володимир Миколайович
Володимир Миколайович Кирманович (нар. 5 листопада 1919 — 5 лютого 2001) — радянський офіцер-артилерист, Герой Радянського Союзу (1945).

## Біографічні відомості
Народився 5 листопада 1919 року в місті Кобринь (зараз Кобринський район Брестської області республіки Білорусь) в сім'ї робітника. Білорус. Закінчив 7 класів і школу ФЗУ. Працював столяром Кобринського міськхарчпромторгу.
У Червоній Армії з 22 вересня 1940 року. У квітні 1942 року закінчив курси молодших лейтенантів.
На фронтах німецько-радянської війни з квітня 1942 року. Був командиром батареї 202-ї танкової бригади (19-й танковий корпус, 51-а армія, 1-й Прибалтійський фронт).
Капітан Кирманович в боях у селища Букайшіс (Добельський район, Латвія) 22 серпня 1944 року з батареєю знищив 6 танків, 2 САУ противника. Коли обслуга однієї гармати вийшла зі строю, Кирманович особисто з цієї гармати знищив ще 2 танки ворога. Займаний артилеристами рубіж був утриманий.
24 березня 1945 року капітану Кирмановичу Володимиру Миколайовичу присвоєно звання Героя Радянського Союзу з врученням ордена Леніна і медалі «Золота Зірка» (№ 7588).
У 1955 році закінчив Військову академію імені М.В.Фрунзе.
З грудня 1955 року по травень 1960 служив командиром батальйону курсантів і помічником по стройовій підготовці начальника Харківського військового авіаційного училища штурманів (ХВАУШ). З 1960 по 1974 роки працював викладачем кафедри тактики ВПС, загальної тактики та бойового застосування засобів ураження в Харківському Вищому військовому авіаційному училищі льотчиків (ХВВАУЛ).

Могила Володимира Кирмановича та дружини

З 1974 року полковник В.М.Кирманович у запасі. Жив у Харкові. Помер 5 лютого 2001 року. Похований у Харкові на кладовищі № 2.